# Вадатурский, Алексей Афанасьевич
Алексе́й Афана́сьевич Вадату́рский (8 сентября 1947, Бендзары, Одесская область — 31 июля 2022, Николаев, Николаевская область) — украинский предприниматель в сфере сельского хозяйства, Герой Украины (2007).

## Биография
Родился 8 сентября 1947 года в селе Бендзари Балтского района Одесской области Украинской ССР, в семье колхозника.
В 1971 году окончил Одесский технологический институт им. Ломоносова.
Трудовую деятельность начал на Трикратском комбинате хлебопродуктов главным энергетиком, затем работал главным инженером.
С 1980 по 1991 год являлся начальником производственного отдела, заместителем начальника Николаевского областного управления хлебопродуктов.
С 1991 года — бессменный генеральный директор сельскохозяйственного предприятия Нибулон, занимающегося выращиванием сельскохозяйственных культур с применением зарубежных технологий и высокопроизводительной импортной техники, развитием племенного животноводства.
1 ноября 2018 года Россия ввела санкции против 322 граждан Украины, включая Алексея Вадатурского.
В июне 2020 года журнал «Forbes Украина» оценил состояние Вадатурского в 450 миллионов долларов США.
31 июля 2022 года Алексей Вадатурский вместе со женой погибли в результате попадания российской ракеты в их дом в ходе массированного обстрела Николаева. Советник главы Офиса Президента Украины Михаил Подоляк сообщил, что ракета попала в спальню, и высказал мнение, что это умышленное убийство.

## Семья
Был женат. Сын Андрей — народный депутат Украины VIII созыва от партии Блок Петра Порошенко.

## Награды и звания
- Звание Герой Украины (с вручением ордена Державы, 15 ноября 2007) — за выдающийся личный вклад в укрепление потенциала агропромышленного комплекса, организацию и обеспечение достижения стабильно высоких показателей в производстве сельскохозяйственной продукции, развитие социальной сферы.
- В 2001 году награждён международной премией «Золотой Меркурий» и Почетной грамотой Кабинета Министров Украины.
- В 2004 году награждён дипломом Всеукраинского конкурса «Успешный руководитель» и Почетным орденским отличием «Общественное признание» III степени.
- Награждён Почётными грамотами Верховной Рады Украины, Министерства АПК, Госкомитета Украины по строительству и архитектуре.
- Награждён орденом УПЦ равноапостольного князя Владимира II степени (2007).
- Победитель общенационального конкурса «Благотворитель года» в номинации «Благотворитель года в Николаевской области» (2007).
- Лауреат Государственной премии Украины в области архитектуры за архитектуру перегрузочного терминала сельскохозяйственного предприятия «НИБУЛОН» в городе Николаеве (Указ Президента Украины от 18 июня 2008 года № 569/2008).